# Ingrid Oliver
Ingrid Oliver (Londra, 25 febbraio 1977) è una comica e attrice britannica, parte del duo comico Watson & Oliver.
È nota per aver interpretato Petronella Osgood, un personaggio di supporto nella serie televisiva della BBC Doctor Who.

## Carriera
Oliver e la sua compagna di commedie Lorna Watson si sono incontrate alla Tiffin Girls' School di Kingston upon Thames. Nel settembre 2005, Watson e Oliver hanno eseguito il loro primo spettacolo insieme, al Canal Cafe Theatre di Londra. Da allora hanno fatto il tutto esaurito al Festival Fringe di Edimburgo, sia nel 2006 che nel 2007.
Oliver si è esibita in vari programmi radiofonici e televisivi, tra cui Doc Martin con Martin Clunes, The Penny Dreadfuls Present... The Brothers Faversham , la serie radiofonica di The Penny Dreadfuls e la serie radiofonica Another Case of Milton Jones. Ha interpretato la parte di Natalie in Peep Show su Channel 4.
Appare nel film Angus, Thongs and Perfect Snogging come Miss Stamp, e all'inizio del 2009 compare nella sitcom Plus One su Channel 4.
Nel 2010, Oliver ha interpretato Mimi Throckmorton in Material Girl su BBC One, al fianco di Lenora Crichlow e Dervla Kirwan. Nel 2012, è apparsa in Let's Dance For Sport Relief con la partner comica Lorna Watson, ballando Boléro, notoriamente usato da Torvill e Dean . L'anno successivo, è apparsa nel primo episodio di The Great Comic Relief Bake Off ed è stata nominata "Star Baker". Lo stesso anno, è apparsa nello speciale del 50º anniversario di Doctor Who, "Il giorno del Dottore", come Osgood. Ha ripreso il ruolo negli episodi "Morte in Paradiso", "L'invasione degli Zygon" e "L'inversione degli Zygon".

## Vita privata
Suo nonno, Eric Gideon, era un veterano del D-Day morto nel 2017, poco dopo aver ricevuto la Legion d'Onore per il suo servizio in Francia durante la guerra. Sua madre è la deputata conservatrice Jo Gideon, che è diventata membro del Parlamento (MP) per Stoke-on-Trent Central nel 2019.

## Filmografia

### Cinema
- La mia vita è un disastro (Angus, Thongs and Perfect Snogging), regia di Gurinder Chadha (2008)
- Attenti a quelle due (The Hustle), regia di Chris Addison (2019)
- Last Christmas, regia di Paul Feig (2019)
- Il club dei delitti del giovedì (The Thursday Murder Club), regia di Chris Columbus (2025)

### Televisione
- Doc Martin – serie TV, episodio 2x04 (2005)
- Peep Show – serie TV, episodio 5x04 (2008)
- The Wrong Door, regia di Ben Wheatley – miniserie TV, 6 puntate (2008)
- Plus One, regia di Sarah O'Gorman – miniserie TV (2009)
- Material Girl – serie TV, 6 episodi (2010)
- Twenty Twelve – serie TV, episodio 1x06 (2011)
- Lead Balloon – serie TV, episodio 4x01 (2011)
- Watson & Oliver – sketch show, 12 episodi (2012-2013)
- The Increasingly Poor Decisions of Todd Margaret – serie TV, 4 episodi (2012-2016)
- Doctor Who – serie TV, 4 episodi (2013-2015)
- GameFace – serie TV, episodio 1x01 (2014)
- Plebs – serie TV, episodio 3x02 (2016)
- The Magicians – serie TV, episodio 2x11 (2017) - voce
- Testimoni silenziosi (Silent Witness) – serie TV, episodi 22x09-22x10 (2019)
- The Watch – serie TV, 4 episodi (2021)
- Beyond Paradise – serie TV, episodio 1x04 (2023)
- Padre Brown (Father Brown) – serie TV, episodio 11x02 (2024)
- Sweetpea, regia di Ella Jones – miniserie TV (2024)